# Plougonven
Plougonven (en bretó Plougonven) és un municipi francès, situat a la regió de Bretanya, al departament de Finisterre. L'any 2006 tenia 3.202 habitants.

## Demografia
| 1962                                       | 1968  | 1975  | 1982  | 1990  | 1999  |
| ------------------------------------------ | ----- | ----- | ----- | ----- | ----- |
| 2.763                                      | 2.703 | 2.782 | 3.288 | 3.374 | 3.051 |
| Des de 1962: població sense dobles comptes |       |       |       |       |       |

## Administració
| Període   | Identitat     | Partit |
| --------- | ------------- | ------ |
| 2001-2008 | Robert Moreau |        |
| 2008-     | André Prigent |        |

## Personatges il·lustres
- Jehan Lagadeuc, escriptor bretó
- Jean-Jacques Sanquer (1946-1984), ciclista